# Хамней
Хамне́й (бур. Хамни) — село в Закаменском районе Бурятии, административный центр сельского поселения «Хамнейское».

## География
Расположено в 52 км к востоку от районного центра, города Закаменск, по южной стороне региональной автодороги Р440 Гусиноозёрск — Закаменск, на левом берегу реки Джида, в 10 км ниже впадения в неё реки Хамней. Расстояние до города Улан-Удэ по автодороге — 360 км.

## История
Хамней был основан в 1778 года в качестве казачьего поселения на границе с Китаем.
В 1897 году в селе была построена первая школа. 
В 1967 году открыто новое здание Дома культуры.

## Название
Название села Хамней образовано от тунгусского слова хамни — «скалы».

## Население
| 2002 | 2010 |
| ---- | ---- |
| 786  | ↘744 |

Национальный состав
Значительную часть населения составляют русские и буряты.

## Инфраструктура
- Сельская администрация
- Общеобразовательная средняя школа
- Дома культуры
- Детский сад «Ёлочка»
- Сельская библиотека
- Музей истории села

## Экономика
Хамнейцы в основном заняты в сельском хозяйстве. Экономика села во многом держится на СПК «Хамнихан», который обеспечивает работой местных жителей.